# دبیرستان شاپور
دبیرستان شاپور(۱۳۰۴ تا ۱۳۵۷)  دبیرستان شهید مصطفی خمینی(۱۳۵۷ تا کنون)  مربوط به دوره پهلوی اول است و به عنوان اولین دبیرستان استان خوزستان در اهواز ساخته شد. آدرس اهواز، خیابان شهید محمدیان (خاقانی)، جنب کلوپ ورزشی شهید باهنر (واحدی) واقع شده و این اثر در تاریخ ۲۵ اسفند ۱۳۷۹ با شمارهٔ ثبت ۳۶۱۰ به‌عنوان یکی از آثار ملی ایران به ثبت رسیده است.